# Eberhard Fuhr
Eberhard Fuhr (* 2. Juni 1935) war ein Brigadegeneral des Heeres der Bundeswehr.

## Leben
Von 1966 bis 1968 absolvierte Fuhr den 9. Generalstabslehrgang Heer an der Führungsakademie der Bundeswehr in Hamburg, wo er zum Offizier im Generalstabsdienst ausgebildet wurde.
Im April 1978 wurde Fuhr zum Oberst ernannt und war von April 1978 bis September 1980 war Fuhr Referatsleiter im Führungsstab der Streitkräfte, Stabsabteilung III (Militärpolitik, Führung), im Bundesministerium der Verteidigung in Bonn. Danach wurde am 25. September 1980 Kommandeur des Heimatschutzkommandos 18 und im Folgenden ab April 1981 Brigadekommandeur der Heimatschutzbrigade 56 in Neuburg an der Donau, wo er am 1. Oktober 1984 zum Brigadegeneral befördert wurde. Anschließend wurde er im April 1985 Kommandeur der Kampftruppenschule I in Hammelburg. In seiner letzten Verwendung war er von Oktober 1988 bis zu seiner Versetzung in den Ruhestand mit Ablauf des September 1992 General für Reservistenangelegenheiten Heer im Heeresamt in Köln.